# 狙撃手

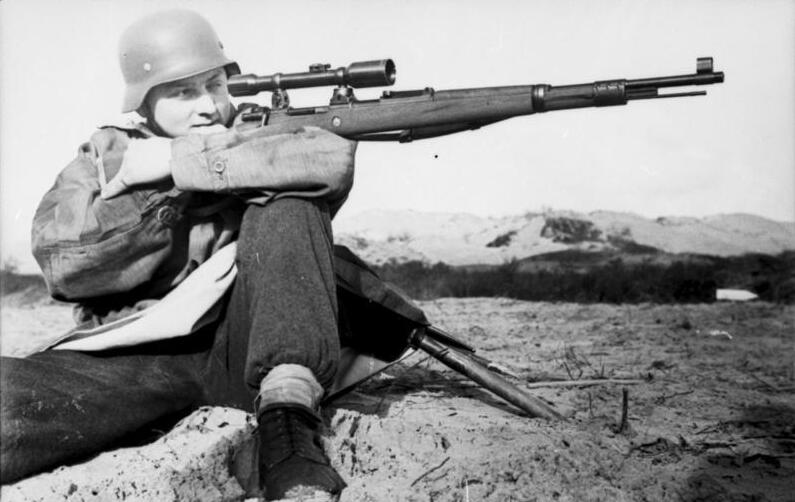
Kar98kを使用するドイツ陸軍の狙撃手（1944年）。

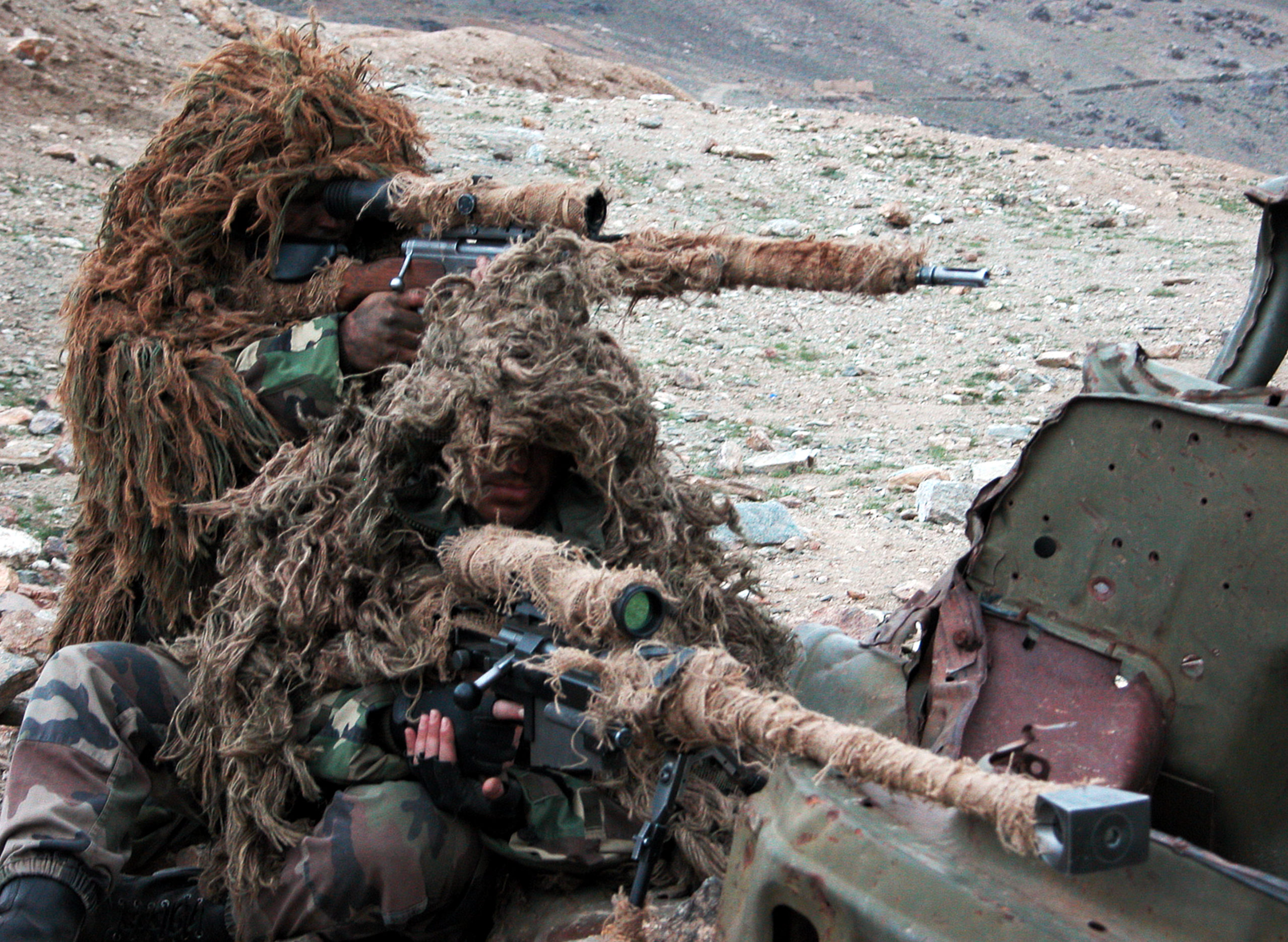
ギリースーツを着用したフランス外人部隊の狙撃手（アフガニスタン）。奥の兵士がFR-F2、手前の兵士がヘカート IIを使っている。

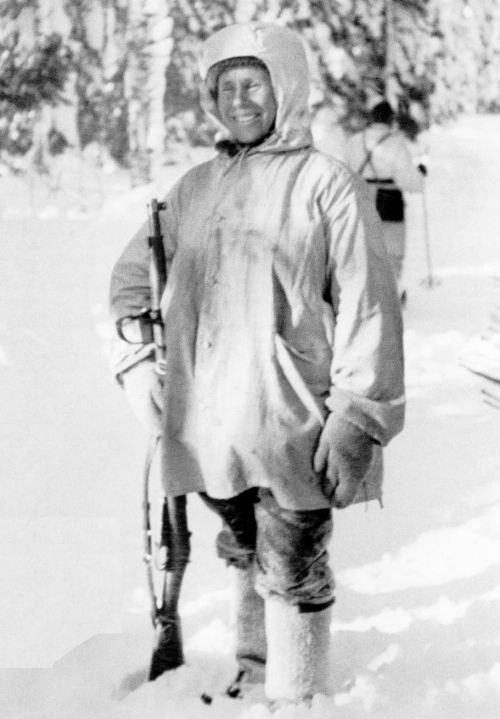
敵の間で「白い死神」というニックネームで知られるシモ・ヘイヘは、世界で最も戦果を挙げた狙撃兵として広く知られている。

狙撃手（そげきしゅ）とは、標的から長距離を隔てて狙撃銃などの銃で狙撃を行う為に専門的な訓練を受けた要員である。
狙撃手は、軍事組織・準軍事組織に所属する歩兵である者 (military sniper) と、警察などの法執行機関に所属する者 (police sniper) に大別される。
スナイパー (sniper) とも呼ばれ、選抜射手 (designated marksman) などの精密射撃を行う各種要員を含めて広義に用いられている。

## 語源
確認されている限り、英語で「狙撃手」を意味する"sniper"という単語は18世紀後半に駐印英国武官が本国に宛てて送った書簡内に登場するものが最古で、この書簡では単に「狩猟の名人」を指す言葉として用いられている。その語源となったのは、野鳥のタシギ (snipe) であった。タシギはその性質や逃亡時の飛行パターンから、当時の狩猟用銃器の精度水準では仕留めることが困難だったため、タシギ猟を他の鳥類の狩猟と区別して"snipe shooting"と呼び、これが略称となって"sniping"として定着し、そこからタシギを上手く仕留められるほど優れた猟師のことを"sniper"と呼ぶようになったとされている。
かつて、英語圏において弓矢や銃などの投射兵器で精密射撃を行う兵士を指して用いられていた言葉は、主に"sharpshooter"（射撃の名手）であった。「狙撃手」としての"sniper"という単語は、第一次世界大戦期に新聞などの報道機関が"sharpshooter"や"marksman"（選抜射手）をまとめて指す言葉として用い、これが定着したものである。

## 概説
| 弾薬                                          | 最大有効射程    |
| --------------------------------------------- | --------------- |
| 7.62x39mm                                     | 350 m           |
| 5.56x45mm                                     | 550m            |
| 7.62x51mm                                     | 800 m           |
| 7.62x54mm R                                   | 800 m           |
| .30-06 スプリングフィールド                   | 800 m           |
| 7mm レミントン マグナム                       | 900 - 1,100 m   |
| .300 ウィンチェスター マグナム                | 900 - 1,200 m   |
| .338 ラプア マグナム                          | 1,200 - 1,500 m |
| .50 BMG (12.7x99mm NATO) 12.7x108mm（ロシア） | 1,500 - 2,000 m |
| 14.5x114mm                                    | 1,800 - 2,300 m |
| .408 チェイタック                             | 2,300 m         |

軍隊や警察による狙撃は、原則として専門の訓練を受けた狙撃手によって行われる。狙撃が行われる状況は様々だが、共通していることは適切な位置まで移動して待ち伏せを行い、相手に悟られずに狙いを定めて、少数の弾丸で目標の敵や犯罪者を確実に殺害あるいは無力化することにある。
狙撃手を狙撃に専念させる為に、周囲の状況把握や命令伝達、場合によっては接近する敵の排除などを受け持つ観測手（スポッター、オブザーバー）とペアを組んで活動する。この観測手は狙撃手としての技術を持つ人員が担当する。これにより意思疎通がスムーズにでき、互いに役割を交代する事で負担を分散できるようになる。変則的な例として、狙撃手に汎用機関銃手と小銃射手を加えた3人チームで行動していたセルビア紛争の事例がある。これを目撃した傭兵の高部正樹は、注意力の維持や負担の軽減のみならず、装弾数や連射力に乏しい狙撃銃の火力を補い、広範囲に対処できる極めて有効な戦術だったと述べている。
狙撃銃は軍用あるいは民生用ライフル銃の量産品から精度の良い個体を選び出し、スコープ照準器などの追加装備を施した物が使用されていたが、近年では当初から狙撃専用に開発された製品も存在する。精度の問題から、従来は一発必中を求めてボルトアクション方式ライフルが主に用いられたが、近年では、ミュンヘンオリンピック事件の影響などで、射撃精度を犠牲にしても、第2弾を素早く発射できるセミオートマチック方式ライフルの製品も増えている。戦間期から第二次世界大戦にかけては自動小銃を狙撃に用いる構想も一部の国では存在した。継続的に至近弾を送ることによる制圧効果を期待してのものだったが、戦後一般の小銃手にも広く自動火器が配備されたことで廃れた。

### 軍隊における狙撃手（狙撃兵）

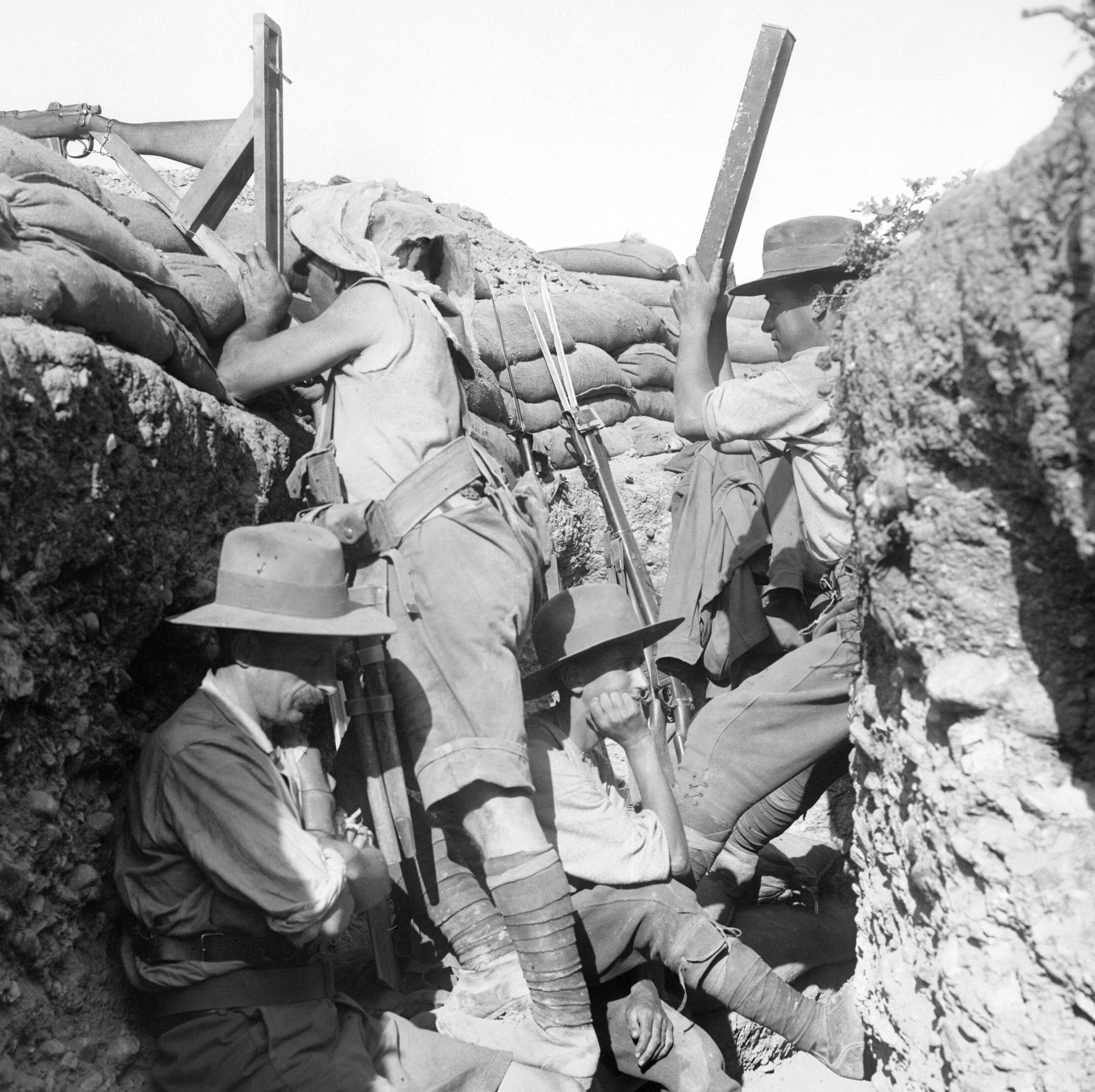
1915年のガリポリの塹壕。観測手をともなったオーストラリア軍の兵士がペリスコープを取り付けた小銃で狙撃している。

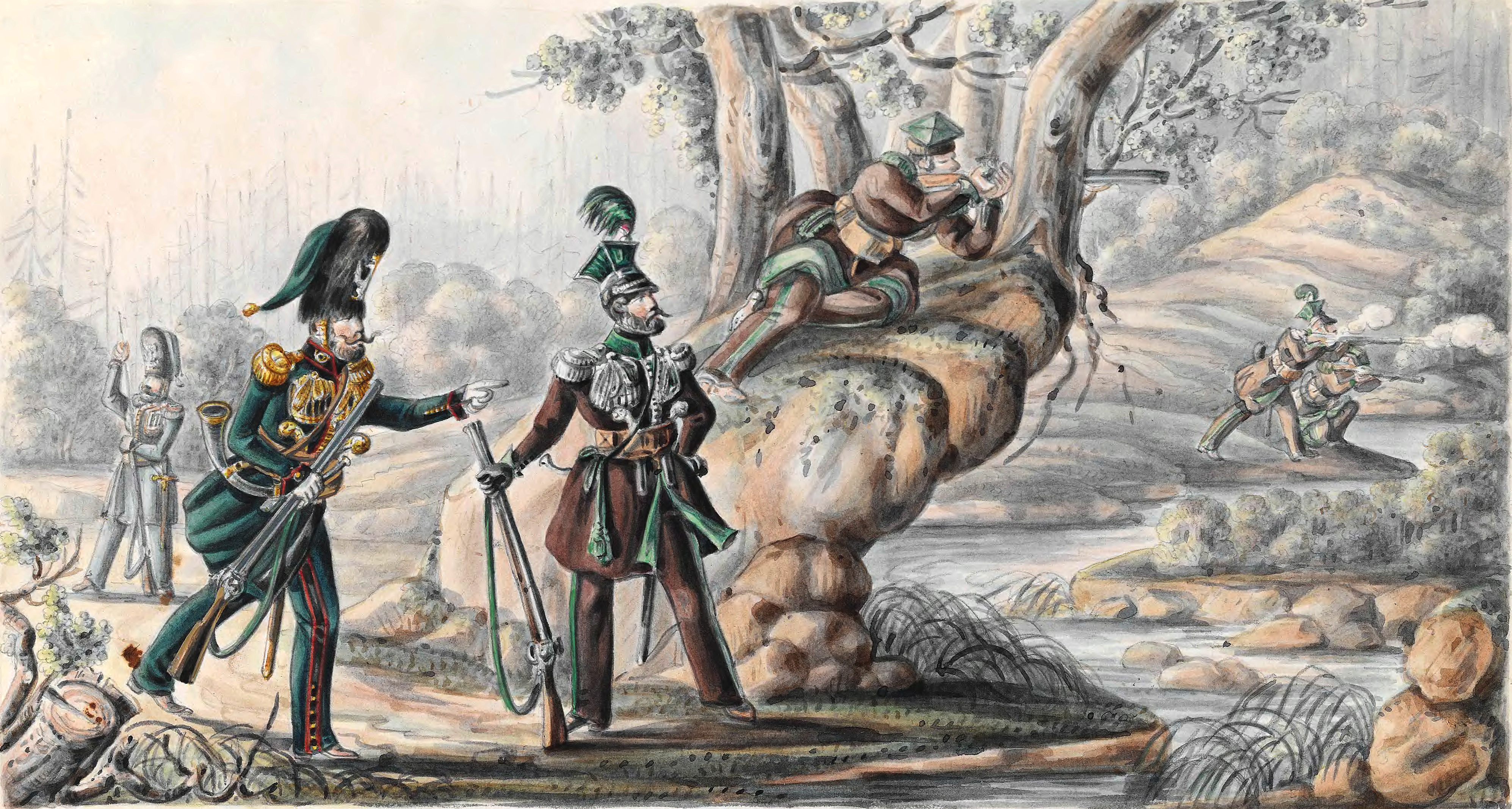
ポーランド軍の狙撃手（11月蜂起）。

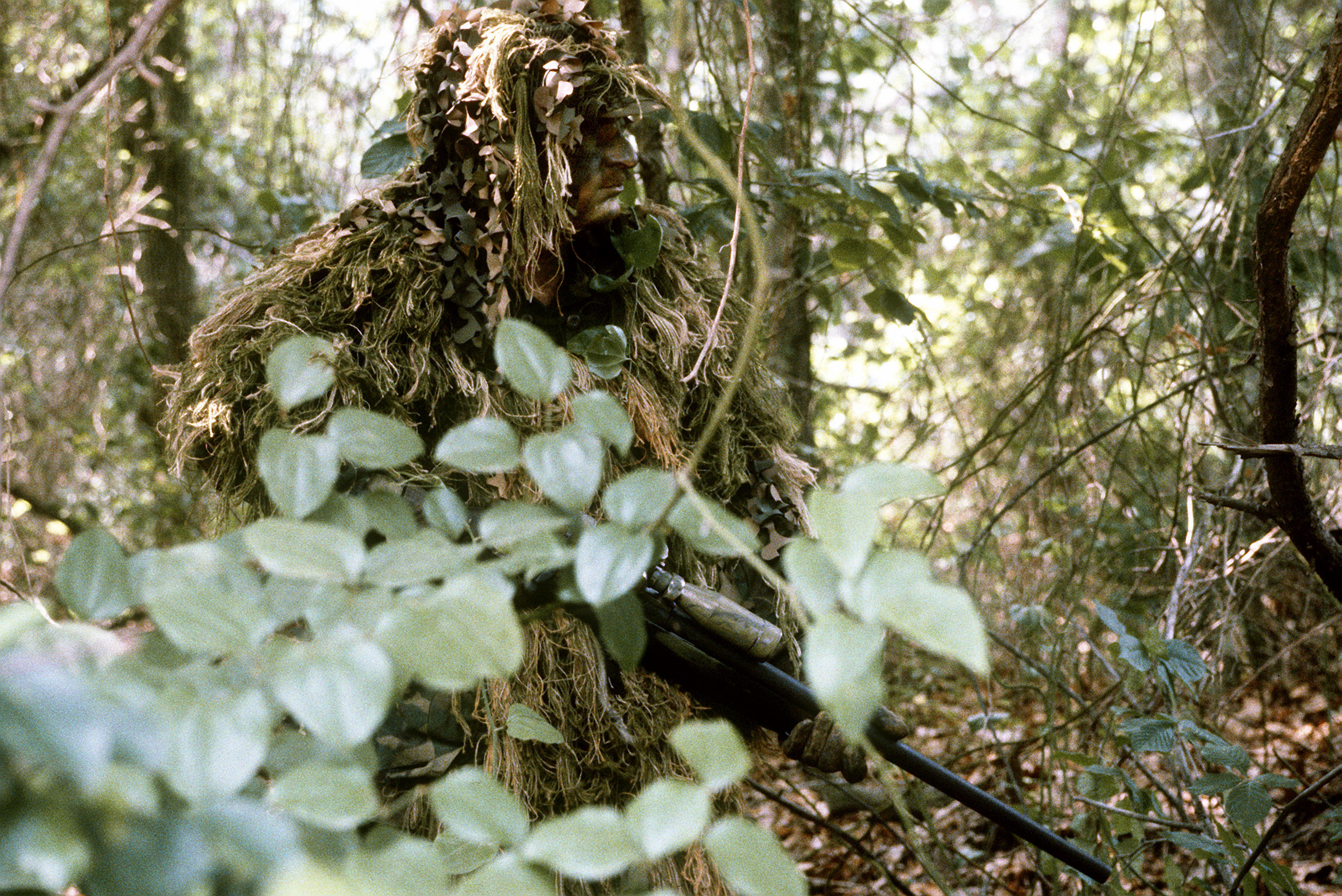
草木に紛れるギリースーツを着たアメリカ海兵隊狙撃手。

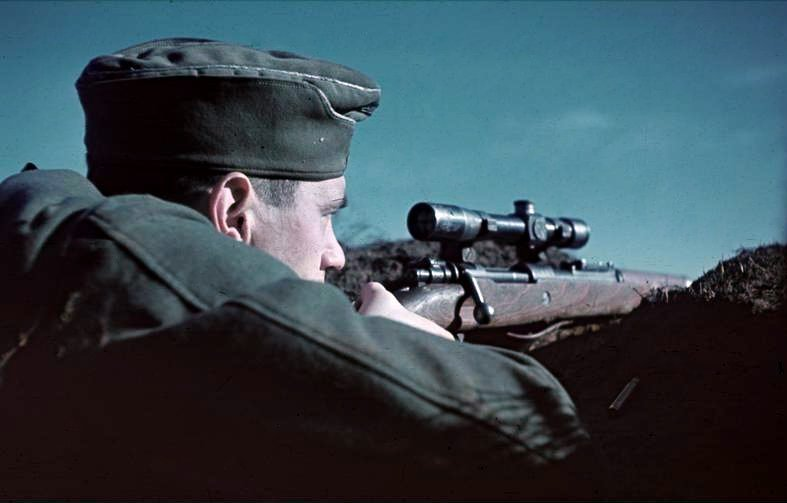
スターリングラード攻防戦時のドイツ軍狙撃手。

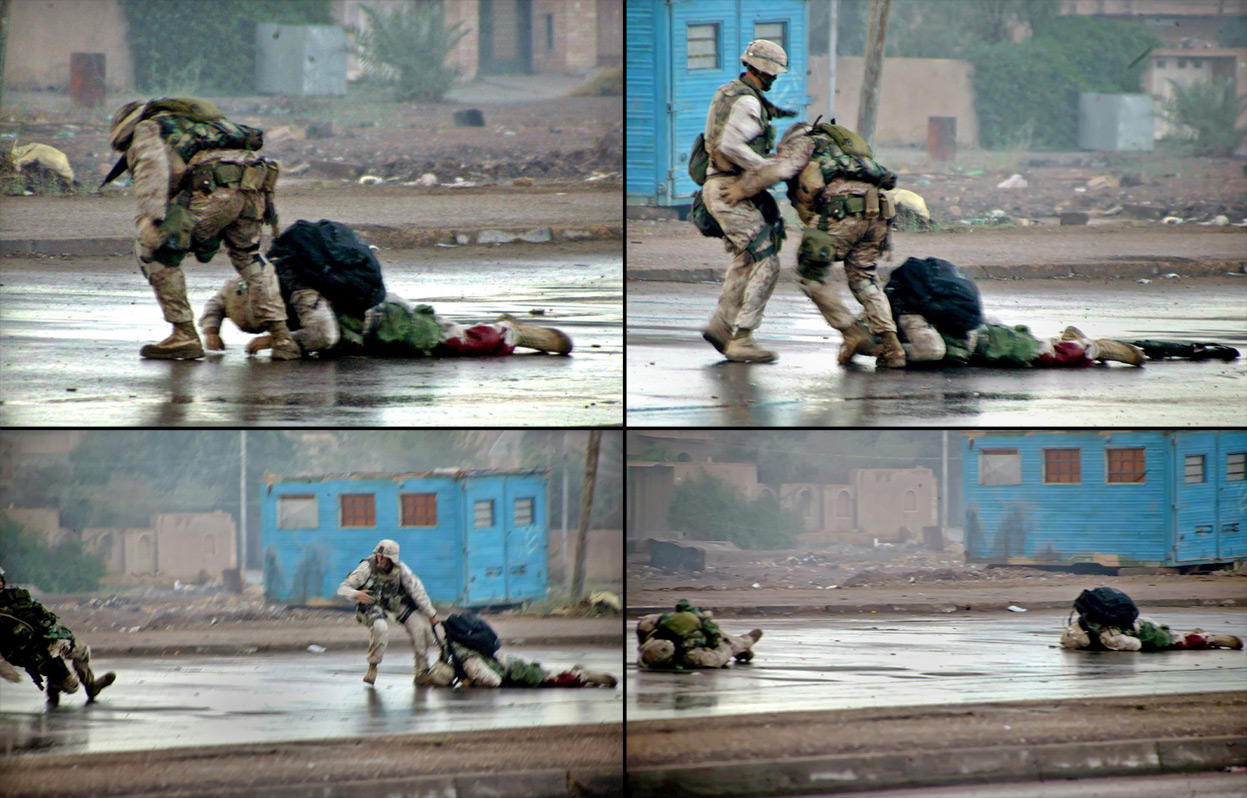
イラク、ファルージャで狙撃されるアメリカ海兵隊員（ファルージャの戦闘）

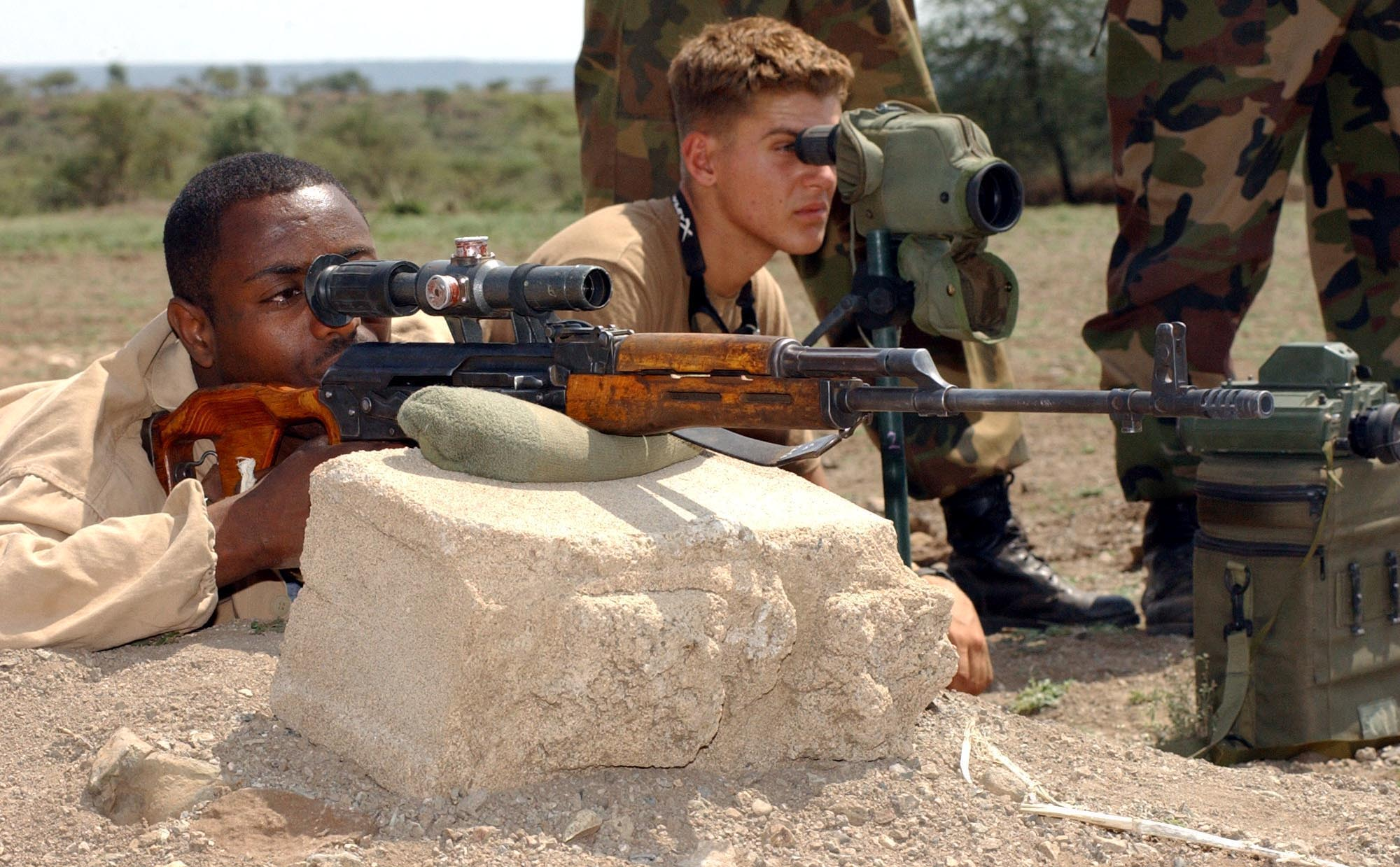
FPK(PSL)を構えるエチオピア軍の狙撃手と、観測手を務めるアメリカ陸軍兵士

軍事行動での狙撃手は必然的に身を隠すことになり、高度なカモフラージュの技術を求められる。目立ちにくい色の服や迷彩服を着用し、その上からさらにギリースーツと呼ばれる植物を模した覆いを被ったり、植物を身に巻くなどの工夫がある。これは敵に、「何処からともなく撃たれる」という心理的な圧力を与えることも期待している。
基本的に観測手を伴って行動し、単独では困難な、長距離射撃における射弾の観測と修正を担当させる。観測手は経験を積んだ狙撃手が担当し、狙撃手への射撃の指示や射弾の修正量の計算は観測手が行う。また移動の痕跡が少なく敵に発見されにくいことから、斥候（偵察兵）としての任務を兼ねる場合がある。このため軍隊の狙撃手と観測手には、敵情を正確に判断、把握する能力や記憶力なども要求され、目標排除のために必要であれば航空支援、火砲による支援砲火の要請、巡航ミサイルなどの精密誘導兵器の標定、誘導なども任務に含められることがある。
ベトナム戦争時、アメリカ軍の狙撃手カルロス・ハスコックが敵司令官を追って長時間匍匐で移動し、発見されることなく暗殺に成功したが、この際、ハスコックは屎尿を全てズボンの中に垂れ流しにしていた。生物として回避できない排泄であっても、痕跡を抹消することを優先したこの行為は、狙撃兵の任務を表す一例として引用されている。
軍事行動の場合、狙撃手の基本的な任務は脅威度の高い目標の排除となる。敵狙撃手を探知及び排除するカウンタースナイプ任務なら優先目標となるのは敵の狙撃手であり、この他に対戦車兵器の射手、機関銃手など、その場での脅威度が高い物が目標となりうる。
また、指揮系統や部隊運用能力の麻痺を狙って、代替の困難な高級将校や通信兵、衛生兵を狙う狙撃がある。これを避ける為、兵士と将校が同じスタイルの軍服を着用するようになり、将校に対する敬礼が省略されて、階級の上下を問わず先に敬礼された方が答礼を返す方式となった。また所持品や装備の面でも、双眼鏡や拳銃、マップケースなど、一目で将校と分かる特徴は出さないように工夫され、ベトナム戦争以降のアメリカ軍では、階級章の材質を高級将校も兵士も同じにするなど違いを目立たせない工夫が図られるようになった。
敵兵士に強いプレッシャーを与えて敵の進行を遅らせる遅滞戦闘を目的とする狙撃はカウンタースナイパーと呼ばれ、たった1組の狙撃兵によって敵部隊を1つ足止めするといった大きな効果を現すことがある。この場合、負傷者を出して手当てに人手を割かせるため、あえて止めを刺さないなど長期的な影響を狙った選択が行われる事がある。
狙撃による攻撃を受けた場合、狙撃手はカモフラージュによって位置を隠蔽しているため、大まかな位置を割り出した後は火砲や迫撃砲による砲撃か、航空隊による空爆を用いて、目標一帯を面制圧するような大規模な手段を用いる場合が多い。市街地など砲爆撃が行い難い場所においては、多数の兵士を投入して数で制圧する対処法がある。
多数の兵士が交錯する集団戦では誰の攻撃が味方を殺害したのか判別が難しいのに対して、狙撃兵は単独もしくは少数で行動しているため、殺害者を特定した上での報復として、捕虜となった狙撃兵が虐待、殺害されることもあった。また、第二次世界大戦において連合軍上陸後のフランスでは、居残ったドイツ軍狙撃兵が手持ちの弾丸を使い切るまで連合軍兵を射殺し続けた後に投降してくることがあり、「投降する前に殺せ」という命令を下した指揮官もおり、一般部隊の兵士には狙撃を卑怯とする風潮もあった。味方からも畏怖まじりの賞賛を受ける一方で、精神的嫌悪感や、敵の強烈な報復攻撃などの厄介事を招き込みかねないため、疫病神扱いされる事もある。

#### 狙撃師団
帝政ロシア軍やソ連軍、第二次世界大戦前後の時期のポーランド軍には、狙撃師団あるいは狙撃兵師団と呼ばれる部隊が存在していた。これは日本陸軍が ロシア語: стрелковая дивизия や ポーランド語: dywizja strzelcowという呼称を翻訳するにあたり、従来「歩兵」と訳してきた語と区別する為に造語したものとされる。原語に忠実に訳せば「射撃師団」のような意味合いで、従来の戦列歩兵（重装歩兵）とは対照的な散兵戦術を用いた軽歩兵に相当する。したがって、いわゆるスナイパーで構成された部隊という意味ではなく、実態としては近現代的な歩兵師団と変わるところはない。同様の理由から、ソ連軍やロシア連邦軍の機械化歩兵にも、日本語では「自動車化狙撃兵」との訳語が用いられる。

#### 最長狙撃記録
確認されている戦闘中の狙撃の最長距離記録は、イギリス陸軍ブルーズ・アンド・ロイヤルズのクレイグ・ハリソン近衛騎兵軍曹が達成したものである。2009年11月、アフガニスタンのヘルマンド州ムサ・カラ県でハリソン軍曹はL115A3を使ってタリバンの機関銃手を2,475メートルの距離から二名続けて射殺した。QTU Lapua外部弾道学ソフトウェアは、Lapuaから提供されるドップラー抵抗係数(Cd)の連続データを用いて、その射撃は滞空時間約6.0秒で2,475m飛んで、運動エネルギーの93%を失って、初速936m/sから255m/sに減速し、当初の射線から121.39mもしくは2.8°落下して、標的に当たると予測した。かなりの長距離と滞空時間であるが故に、2.7m/sのわずかな横風でさえも、その射撃を標的から9.2mも偏流させ、その補正が必要となる。計算では水平射撃シナリオを想定し、16.2 g (250 gr) Lapua LockBase B408弾を装填したイギリス軍特注の高圧 .338 Lapua Magnumカートリッジを使い、銃口初速936m/sで発射された。同地の2009年11月の（平均的な）大気条件は:海面更正気圧1019hPa、現地気圧899hPa、湿度25.9%、気温15℃
であり、これでムサ・カラでの標高1043mにおける空気密度ρ = 1.0854 kg/m3となる。
ハリソン近衛騎兵軍曹は、環境条件は長距離狙撃にとっては完璧で、無風、好天、良好な視程であったと報告書で述べている。BBCのインタビューで、ハリソンは観測手とペアで標的に最初に着弾するまでに約9発撃たねばならなかったと述べている。
2017年6月23日、カナダ軍特殊部隊は、狙撃兵が3540メートル離れた距離から、マクミランのライフル銃「TAC-50」を使用し、過激派組織「イラク・シリア・イスラム国（ISIS）」の戦闘員を狙撃することに成功したと発表した。狙撃成功は世界最高記録となる。

### 警察における狙撃手
警察行動での狙撃ではほとんどの場合、絶えずその発砲の適法性を入念に検証される。特に犯人の間近に人質が存在する場合、その保護のため目標の確実な無力化が求められる。犯人射殺に至るか行動不能に留めるかは状況によって異なるが、警察活動における狙撃には「命を救うために命を奪うことを覚悟すべし」という格言もある。確実を期するために可能な限り目標に接近して行われ、複数の射手が同時に行動する場合もある。射界を広く取ることで、全体の状況を監視する役目を負うこともあるため通常は高台や周囲を見渡せる場所などへ配置される。また、ヘリコプターに搭乗して上空から狙撃を行うこともある。

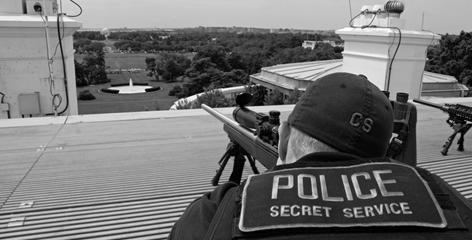
ホワイトハウス屋上の米国シークレットサービスの狙撃手

警察の狙撃手は軍隊の狙撃手とはその任務や戦術を含めて多くの点で異なる。警察の狙撃手は警察活動の一環として、通常は比較的短期の任務を行うことが多い。警察が狙撃手を用いるのは主に人質事件の場合である。これらの点で、大規模な部隊の一員として戦場で交戦する軍隊の狙撃手とは異なる。SWATなどの特殊部隊の一員として、警察の狙撃手は交渉人や近接戦闘訓練を受けた突入部隊と共に配備される。警察官として、彼らは生命に対する直接的な脅威がある場合の最後の手段としてのみ射撃するよう訓練されている。警察の狙撃手は通常は軍隊の狙撃手に比べて近距離で射撃することが多く、一般的に100メートル以内である。警察の狙撃手は、人質を盾にして顔が半分しか見えていないような犯人の脳幹を正確に撃ち抜いて即死させなければならず、許容誤差も2センチメートル程度しか認められていないため、軍隊の狙撃手に比べて精度の高い射撃を行い、一発で射殺することが求められる。したがって、警察の狙撃手は100メートルで2センチメートルの精度を要求される。
狙撃装備を持たない警察部隊はSWATなどの特殊部隊に頼ることがある。そうした特殊部隊には専門の狙撃手がいる場合もある。いくつかの警察の狙撃部隊は、その運用当初、軍隊の援助を受けて始まったものもある。警察の狙撃手は、イベント警備の際に、たとえば高層ビルなどの有利な位置に配置されることもある。
ある事件では、米国オハイオ州コロンバス警察部SWATの狙撃手マイク・プラムが、自殺志願者の男が手に持っていた拳銃を狙撃して打ち落とし、彼を傷つけることもなく、自殺を防いだ。
警察における狙撃手の専門的な訓練の必要性は、1972年のミュンヘンオリンピック事件において明らかになった。ドイツ警察は、この事件の最終局面である空港での立て籠もりの期間中、専門的な警察官や装備を配備することができず、結果的にイスラエル人の人質全員が殺害された。ドイツ警察には通常の警察官しかいなかった。一方、1972年時点でドイツ軍には狙撃手がいたが、ドイツ陸軍の狙撃手をこの事件で用いることはドイツ憲法が国内事件に軍を用いることを明示的に禁止しているため不可能であった。この事件に対する取り組みとして、後に国境警備隊の隷下にテロ対策特殊部隊GSG-9が設立されることになる。

### 犯罪・テロとしての狙撃
狙撃が要人暗殺や連続殺人などの手段に用いられ、重大な事件や、テロリズムに発展した事例が存在する。
実在した犯罪者・狙撃犯
ジョン・アレン・ムハンマド
ジョン・アレン・ムハンマド（John Allen Muhammad、1960年12月31日 - 2009年11月10日）は、アメリカ合衆国の元アメリカ陸軍の狙撃手であり連続殺人犯でもある。2002年2月16日から10月23日にかけて、主にワシントンD.C.のベルトウェイや複数の州に約8ヶ月にわたり、17人を射殺した。当時のアメリカでは見えないスナイパーなどとして大きく報道され、社会的な恐怖を引き起こした。
同年10月23日に逮捕された。取り調べで全事件を自供し、起訴された。その後の裁判でムハンマドには死刑判決を受け、2009年11月10日に死刑が執行された。

## 戦術

### 狙う位置
狙う位置は、関係する狙撃手の種類によって大きく異なる。一般的に300m以下の距離では戦わない軍の狙撃手の場合、胸を狙って胴体に当てようとすることが多い。これらは、射弾を頭部や四肢よりも大きく、動きが激しくない胴体へ確実に命中させ、体の組織や臓器に損傷を与えたり、出血させることで相手を殺傷しようとするものである。
マークスマンの場合は、状況がひっ迫しているときは胴体を狙うが、暗殺時、人質を取られたときなど自分の身は危険ではないがターゲットの命をすぐに奪わなければならないとき、戦闘中にあまり状況がひっ迫していないときや奇襲を仕掛けるときなど余裕があるときは急所を狙う。主に眉間、顎や鼻先、頸動脈など脳幹に一直線に弾丸が到達する、即ちターゲットを即死させることのできる部位を狙う（眉間の場合、即死させるには斜め45度以上の角度から狙わないとならない）。
一般的に、軍の狙撃手よりも近距離で任務を行う警察の狙撃手の場合、体の特定の部分あるいは特定の物体に対して、より精密な射撃をしようとすることが多い。たとえば2007年にマルセイユで起きた事件では、GIPNの狙撃手が80mの距離から自殺をしようとしていた警官の短銃を狙撃して破壊し、その警官が自殺するのを防いだ。
標的が動いている場合、弾丸が飛ぶ間に標的が動く分を見越して、狙点を標的の未来位置へずらす「偏差射撃」を行う必要がある。

### 標的
狙撃手は人を狙う事もあれば物資を狙う事もあるが、敵の中で最も重要な人員（たとえば将校などの指揮官や、通信や重火器を扱う専門技術兵）を狙い、それによって敵の作戦を最大限に妨害することを図ることが多い。その他に狙撃手が狙う対象としては、狙撃手自身にとって直接の危険をもたらす敵兵（たとえば、しばしば狙撃兵の捜索を行う軍用犬を扱う兵など）がある。
狙撃手は、その外見や振舞いで敵の指揮官を特定する。たとえば階級章や、通信兵に話しかけている、車輌に乗客として乗っている、従卒を従えている、双眼鏡や地図ケースを持っている、しばしば移動しては何かを話していることなどを手掛かりとする。もし可能であれば、狙撃手は階級の高い順に狙うが、階級が分からない場合は、敵の通信や重火器を妨害することを図る。
現代戦では、損害の多くは何らかの運用員を必要とする兵器によるものが殆どなので、狙撃手の最も有効な使用法の一つは偵察である。狙撃兵は、高い潜伏技術、浸透技術、優れた長距離観測装備と、敵への接近・監視技術を生かすことができる。偵察の役割を与えられた場合、重要度の高い標的を撃破できる機会がある場合に限り交戦を認める交戦規定が与えられる。
ダネル NTW-20やVidhwansakのようなライフルは純粋に対物ライフルとして設計されたものである。たとえば、駐機している航空機のタービン・ディスクやミサイル誘導パッケージ、高価な光学装置、ベアリング、レーダー装置の導波管などを狙撃する。対物ライフルを装備した狙撃手は、レーダー盤、水タンク、乗り物のエンジンや、多くの他の標的を狙うことができる。
バレット製やMcMillan製の.50口径ライフルのようなものは、対物専用として設計されたものではないが、対物ライフルとして求められる射程と破壊力を従来の多くの対物ライフルよりも軽量なもので実現していたため、しばしば対物目的に用いられた。他の口径、たとえば.408 Cheyenne Tacticalや .338 Lapua Magnumなどは限定的な対物目的に使うこともできるように設計されているが、理想的には長距離対人狙撃用の弾丸である。

### 撒き餌
撒き餌とは、敵が見つけて拾うように何か物を落としておくことである。イラク戦争では、武器や弾薬を拾う事は敵対の証拠とみなされた。狙撃手たちはわざと武器を落としておいて、それを拾う者があれば交戦した。ワシントン・ポスト紙が引用した法廷文書によれば、米軍の非対称戦グループは、「導火線、プラスチック爆弾や弾薬」を落としておき、それを拾ったイラク人を殺すことを狙撃兵たちに奨励していた

### 場所移動
標的が複数ある場合、狙撃手は場所を変えることが多い。狙撃手は、ある場所から数発撃った後、敵が自分の場所に気付いて反撃してくる前に、敵に見えないように別の場所に移動する。狙撃手はこの戦術を強みとしてよく使い、混沌と混乱の雰囲気を作り出す。また稀なことではあるが、風の影響を受けないようにするために場所を変える場合もある。

## 日本における狙撃手

全身に草木でカモフラージュを施し、射撃訓練を行う自衛隊員

日本軍は大正時代から狙撃銃の研究を始め、のちに九七式狙撃銃（三八式改狙撃銃）・九九式狙撃銃として開発採用された。これらの狙撃銃（総生産数約32,500挺）は一般歩兵の選抜射手に支給されこれを狙撃手とし、第一次世界大戦の欧州派遣テストスナイパー・第二次世界大戦の各戦線で運用された。
現代では陸上自衛隊の普通科連隊狙撃班（志願制）及び特殊部隊の特殊作戦群と海上自衛隊の特別警備隊、警察の銃器犯罪に対応する部隊（銃器対策部隊、特殊急襲部隊など）、海上保安庁の特殊警備隊に狙撃手が配置されている。自衛隊ではM24 SWSを「対人狙撃銃」の名称で採用している。警察や海上保安庁では、主に銃器を使用したテロや武装しての立て篭もり事件などに投入される。

## 実行や解決に狙撃が用いられた事件
関連参考項目：暗殺事件の一覧
- 永禄9年2月5日（1566年2月24日） - 戦国大名三村家親が美作国久米郡興善寺の陣中にて、宇喜多直家の命を受けた遠藤秀清、俊通兄弟により暗殺される。使用された武器は火縄銃（短筒）であり、史実に残る日本で最初の要人狙撃と言われている。
- 元亀元年5月19日（1570年6月22日） - 戦国大名織田信長が京都から岐阜城への帰途、伊勢との国境に近い近江の千草越で狙撃される。狙撃手は六角義賢の依頼を受けたと言われる杉谷善住坊。20数メートルの距離から二連発火縄銃で撃った弾は、信長の体をかすめるに留まった。善住坊は甲賀忍者であったとも言われるが詳細は不明。また、信長は天正9年（1581年）にも伊賀の城戸弥左衛門（もしくは伊賀崎道順）に狙撃されたが、こちらも失敗に終わっている。
- 1718年11月30日 - スウェーデン王カール12世、ノルウェーで狙撃される（大北方戦争）。味方から狙撃されたと言う説が根強く、遺体を掘り起こし調査が行われた。この結果、前方20m程からの銃撃と推測はされたが、敵による銃撃か暗殺かは断定されていない。
- 1805年10月21日 - ナポレオン戦争でのトラファルガー海戦に勝利した英艦隊提督ホレーショ・ネルソンが、フランス艦に配置された狙撃兵より銃撃され、戦死。
- 1867年12月8日 - 新選組局長近藤勇が京都で御陵衛士の残党に狙撃され、負傷。
- 1948年4月9日 - コロンビアの首都ボゴタで自由党党首で次期大統領候補だったホルヘ・エリエセル・ガイタンがフィデル・カストロとの会談に向かう途中、フアン・ロア・シエラにより狙撃され死亡。ボゴタ暴動の契機となる。
- 1963年11月22日 - 第35代アメリカ合衆国大統領、ジョン・F・ケネディが遊説先のテキサス州ダラスにて狙撃され、死亡（ケネディ大統領暗殺事件）。
- 1966年7月31日 - テキサスタワー乱射事件。アメリカ、テキサス大学時計台で、元海兵隊員チャールズ・ホイットマンが96分間に14名を射殺。負傷者30名を出し、SWATが作られるきっかけとなった。『パニック・イン・テキサスタワー』というタイトルで映画化されている。
- 1970年5月12日 - 瀬戸内シージャック事件。ライフル銃で武装した犯人を警察による狙撃で射殺。戦後初の犯人狙撃・射殺事例となった。
- 1972年2月19日 - あさま山荘事件。連合赤軍が長野県の山荘に10日間立てこもる。犯人の銃撃により多数の負傷者が発生し、警察官2名と民間人1名が死亡。警察側は瀬戸内シージャック事件で狙撃を実行した警察官が殺人罪で告発されたことや、犯人射殺により犯人が殉教者として英雄視されることなどを懸念し、銃器の使用は威嚇射撃に留まった。
- 1972年9月5日 - ミュンヘンオリンピック事件。ミュンヘンオリンピックのイスラエル選手村にパレスチナ過激派（パレスチナ解放機構のグループ「黒い九月」）が侵入して選手を殺害。西ドイツ当局が狙撃に失敗し、人質全員が殺害される。この事件をきっかけに対テロ部隊として第9国境警備群（GSG-9）が設置された。2005年、スティーヴン・スピルバーグ監督により、後日譚をテーマにした映画：『ミュンヘン』が制作された。
- 1977年10月15日 - 長崎バスジャック事件。長崎県平戸市から長崎市に向かっていた西肥バスが手製銃と爆発物で武装した「阿蘇連合赤軍」を名乗る2人組に乗っ取られた事件。犯人グループは政治家との面会などを要求。18時間経過した翌朝午前4時過ぎ、長崎県警は強行突入を決定。捜査員3名が拳銃7発を発射し、主犯を射殺、共犯を逮捕し解決した。本事件の17日前に発生したダッカ日航機ハイジャック事件で日本政府が超法規的措置により犯人側の要求に応じ、「テロに屈した」として国内外の非難を浴びていたことから警察が強硬策を選択したとみられる。国内での人質事件では瀬戸内シージャック事件に続いて2例目の犯人射殺となった。
- 1979年1月26日 - 三菱銀行人質事件。大阪市住吉区の三菱銀行北畠支店に二連式散弾銃を所持した武装強盗が押し入り、銀行員2人を射殺。直後、行内に突入した大阪府警警察官2人も射殺。そのまま行内に立てこもる。42時間後、大阪府警機動隊特別編成隊第一第二機動隊より射撃上級者6人選抜が、犯人の周囲から人質が離れた隙にニューナンブM60にて計8発発射（ちなみにニューナンブは5連発回転式）。うち3発が命中し逮捕されたが、被疑者は当日夕刻死亡した。国内で3例目の犯人射殺により解決した人質事件であり、本事件以降は2019年現在まで存在しない。
- 1995年3月30日 - 警察庁の國松孝次長官が自宅マンション前で何者かに狙撃され負傷（警察庁長官狙撃事件）。用いられたのは拳銃であり、20メートルの距離から4発中3発を命中させている。オウム真理教信者と、別の強盗殺人未遂犯に疑惑が向けられたが、最終的に断定はされず、時効を迎えた。
- 2002年10月2日 - メリーランド州モントゴメリーやヴァージニア州で元アメリカ陸軍軍人と養子による連続狙撃事件（ワシントンD.C.エリア連続狙撃事件）。10月22日までに狙撃向けにトランクを改造した車から13件の狙撃を行い、死傷者は10名以上。24日に逮捕され、09年11月11日、元軍人に死刑執行。
- 2009年4月12日 - ソマリア沖を航行中の「マースク・アラバマ」号が海賊に襲撃され、船長を人質に救命艇で逃走を図る海賊3名を対テロ特殊部隊が同時に狙撃して殺害、船長を救出する（マースク・アラバマ号乗っ取り事件）。
- 2010年5月13日 - タイ王国の首都バンコクにてタクシン派のカティヤ少将が演説中に狙撃されて死亡。
- 2017年6月10日 - タイのワチラロンコン国王が滞在先のドイツでBB弾で「狙撃」された、という事件が発生した[22]。

## 著名な狙撃手
- フィンランド
  - シモ・ヘイヘ - 「白い死神」の名で恐れられた。狙撃による公式戦果は約100日間で505名だが、サブマシンガンによる公式記録が200名以上あり、初期の記録していない時期や未確認の記録を加えると、それを更に上回るとされる。32名で4000名のソ連軍を迎撃し防衛に成功したエピソードは『コラー河の奇跡』と呼ばれた。
  - スロ・コルッカ - 公式戦果400名以上とされる。
- ソビエト連邦
  - ヴァシリ・ザイツェフ - ソ連邦英雄を受賞。公式戦果は257名。映画『スターリングラード』の主人公。
  - リュドミラ・パヴリチェンコ - ソ連邦英雄を受賞。公式戦果は309名。女性スナイパーとして傑出した記録を残す。映画『ロシアン・スナイパー』の主人公。
  - ヤコブ・パブロフ - ソ連邦英雄を受賞。スターリングラード攻防戦の最中、パブロフの家と呼ばれる建物に立て篭もり、二ヶ月間ドイツ軍の攻撃から建物を守り抜いた。
  - フョードル・アフラプコフ - ヤクート出身では2名しか出なかったソ連邦英雄を受賞。公式戦果は429名。
  - ローザ・シャーニナ
  - ヴァシリ・クヴァチャンティラーゼ - 公式戦果は534名とされる。
  - Nina Lobkovskaya
  - Ivan Sidorenko
  - Tanya Baramzina
- ドイツ国
  - マティアス・ヘッツェナウアー - オーストリア人。公式戦果は345名。記録の残っている中ではドイツ軍最高記録のレコードホルダーである。
  - ヨーゼフ・アラーベルガー - 公式戦果は257名。マティアス・ヘッツェナウアーに告ぐ第2位の戦果を誇る。
  - ブルーノ・ズトゥクス - リトアニア人。公式戦果209名。
  - ヘルムート・ビルンスベルガー - 第二次世界大戦にて64人。
- アメリカ合衆国
  - クリス・カイル - 「ラマディの悪魔」の異名を持つ狙撃手。公式戦果で160名（非公式の記録では255名）を射殺したとされている。退役後は帰還兵に対する慈善事業に従事していたが、2013年にPTSDの帰還兵に射殺された。映画『アメリカン・スナイパー』の主人公。
  - カルロス・ハスコック - 「ホワイト・フェザー」の異名を取る。公式戦果は93名。1967年にブローニングM2重機関銃で行った約2,300メートルの狙撃は、2002年にカナダ軍のロバート・ファーロングに破られるまで、狙撃の世界記録だった。
  - アデルバート・ウォルドロンIII世 - 陸軍。ベトナム戦争にて109人。
  - ウィリアム・ルーカス - 陸軍。ベトナム戦争にて38人。
  - チャールズ・B・マウィニー - 海兵隊。ベトナム戦争にて103人。
  - ジョセフ・T・ウォード - 海兵隊。ベトナム戦争にて63人。
  - トム・フェラン - 海兵隊。ベトナム戦争にて41人。
  - デニス・リード - 第173空挺部隊。ベトナム戦争にて68人。
  - フィリップ・G・モラン - 南ベトナム援助米軍指令部第5特殊空挺作戦部隊。ベトナム戦争にて53人。
  - ゲーリー・J・ブラウン - 海軍。17人。
  - ジョーゼフ・マッケレニー - 海兵隊。「砂漠の嵐作戦」にて13人。
  - ジャック・コフリン - 海兵隊。第二次国際連合ソマリア活動から2003年イラク侵攻にて60人、中ではイラク侵攻にて38人。
  - ウィリアム"ビリー"・ディクソン - 1874年、テキサス州アドビウォールで白人入植者が先住民に包囲された戦闘で、民間人ハンターのディクソンが単発のシャープス・バッファローライフルで約先の,400メートル離れた馬上の先住民を狙撃に成功した。白人の銃の性能に恐れをなした先住民はすぐさま撤退した。
- イギリス
  - J・マーコック - 陸軍。北アイルランド紛争及び湾岸戦争にて19人。
  - B・キング - 陸軍。アイルランド紛争及び湾岸戦争にて13人。
  - クレイグ・ハリソン - 陸軍。アフガニスタンで約2.5キロ先からタリバン兵2人を殺害。狙撃の世界最長記録保持者。
- オーストラリア
  - ビリー・シン - 第一次世界大戦当時、公式戦果としてオスマン帝国兵150名を射殺し、「ガリポリの暗殺者」と呼ばれた。
- カナダ
  - フランシス・ペガァマガボウ - オジブワ族。通称「ペギー」。公式戦果378名。第一次世界大戦の西部戦線で活躍。
  - P・リエル - 第一次世界大戦にて30人。
  - ロバート・ファーロング アフガニスタンで1.5マイル(約2.4キロ)先からタリバン兵を撃ち抜いた
- 南アフリカ共和国
  - ネヴィル・メスベン - 南アフリカ防衛軍（英語版）。第一次世界大戦にて100人以上。
- 中国
  - 張桃芳 - 朝鮮戦争当時、スコア第1位となる214名射殺。
- インドネシア
  - K・タタン - 東ティモール及びインドネシア国軍。41人。
- イラク
  - ジュバ - イラク・イスラム軍のテロリスト。イラク戦争で自称634名の多国籍軍兵士射殺。

## 狙撃任務に伴う心的外傷
米陸軍特殊部隊の狙撃手として33人以上の命を戦場で奪い、「死神」との異名を持つニコラス・アービングは、PTSDの苦痛について、以下のように述べた。

## 狙撃手をテーマにした作品

### 映画・テレビドラマ
- 『ジャッカルの日』（1973年）
- 『パニック・イン・スタジアム』（1976年）
- 『ゴルゴ13 九竜の首』 （1977年）
- 『狙撃 THE SHOOTISTシリーズ』（1989年、東映Vシネマ）
- 『山猫は眠らない』シリーズ（1993年～）
- 『最後の弾丸』 （1994年、日豪合作映画）
- 『スナイパー/狙撃』（1996年）
- 『スターリングラード』（2000年 アメリカ映画）
- 『フォーン・ブース』（2002年）
- 『恋人はスナイパー』（2002年）
- 『レッドスナイパー 独ソ最終決戦（英語版）』前編、後編（2002年、ロシア・ベラルーシ合作のテレビ番組、4回構成）。視聴者からの評価はかなり低い。
- 『ザ・シューター/極大射程』（2007年）
- 『スナイパー』 Liberty Stands Still（2002年）
- 『スナイパー 連続狙撃犯（英語版）』（2003年、アメリカ）。アメリカ ワシントンD.C.の連続狙撃事件が原案。
- 『アメリカン・スナイパー』 （2014年）
- 『ロシアン・スナイパー』 （2015年、ロシア・ウクライナ合作）原題：BITVA ZA SEVASTOPOL（セヴァストポリ包囲戦）
- 『ザ・ウォール』（2017年、イラク戦争時の実在のイラク人狙撃手、ジューバが登場する）

### 小説
- 『最後の遭遇』（柘植久慶） - 太平洋戦争終戦間際のボルネオにおけるオーストラリア新兵と日本軍狙撃手の静かなる死闘。
- 『ジャッカルの日』（フレデリック・フォーサイス、1971年）
- 『戦士シリーズ』（柘植久慶） - 事故により婚約者を殺害した主人公が日本を脱出し、ボスニア・ヘルツェゴヴィナ内戦に狙撃手として参加。
- 『同志少女よ、敵を撃て』（逢坂冬馬）

### 漫画・アニメ
- 『ゴルゴ13』シリーズ
- 『攻殻機動隊 STAND ALONE COMPLEX 凍える機械』 - 「魔弾の射手」
- 『湯けむりスナイパー』 - 引退した狙撃手（殺し屋）が、温泉宿で人生をやり直す。
- 『シティーハンター』
- 『緋弾のアリア』 - レキ
- 『名探偵コナン 異次元の狙撃手』
- 『グリザイア』シリーズ
- 『最後の狙撃兵』秋本治
- 『ルパン三世』シリーズ

### ゲーム
- 『サイレントスコープ』シリーズ
- 『スナイパーエリートV2』（Xbox 360/PS3/Wii U）
- 『スナイパーエリート4』（Windows/Xbox One/PS4/Switch）
- 『スナイパー ゴーストウォリアー』 (PS3)
- 『sniper elite 3』